# Janaria mirabilis
Janaria mirabilis är en nässeldjursart som beskrevs av Eberhard Stechow 1921. Janaria mirabilis ingår i släktet Janaria och familjen Hydractiniidae. Inga underarter finns listade i Catalogue of Life.